# Viktor Vasiljevič Achlomov
Viktor Vasiljevič Achlomov (rusky Виктор Васильевич Ахломов; 15. března 1938, Moskva – 15. dubna 2017 Moskva) byl ruský fotograf a fotožurnalista.

## Život
Vystudoval kurzy fotoreportérství a v roce 1960 nastoupil do novin Izvestija, kde pracoval více než půl století.
Stal se kronikářem sovětských a postsovětských dob. Na svých fotografiích zachytil mnoho významných společenských událostí a mnoho slavných osobností, včetně Anny Achmatovové, Andreje Vozněsenského, Belly Achmadulinové, Bulata Okudžavy, Jurije Gagarina, Jurije Nikulina, Roberta Rožděstvenského, Alexandra Solženicyna, Korněje Čukovského a dalších. V 70. letech 20. století byl opakovaně oceněn v soutěži World Press Photo.
Byl čestným členem Unie ruských fotografů.

## Ceny a ocenění
- Zasloužený pracovník kultury Ruska;
- Laureát ceny Svazu novinářů Ruské federace;
- Čtyřnásobný vítěz prestižní soutěže World Press Photo (od roku 1973 do roku 1976);
- Vítěz Zlatého oka, nejvyšší ocenění v ruské fotožurnalistice.